# Kilbirnie
Kilbirnie är en ort i Storbritannien.   Den ligger i kommunen North Ayrshire och riksdelen Skottland, i den nordvästra delen av landet, 600 km nordväst om huvudstaden London. Kilbirnie ligger 56 meter över havet och antalet invånare är 6 972.
Terrängen runt Kilbirnie är platt åt sydost, men åt nordväst är den kuperad. Runt Kilbirnie är det ganska tätbefolkat, med 199 invånare per kvadratkilometer. Närmaste större samhälle är Irvine, 14,7 km söder om Kilbirnie. Trakten runt Kilbirnie består i huvudsak av gräsmarker.